# Wowpass
WOWPASS（韓語：와우패스）是韓國專為外國人設計的儲值卡，於2022年7月推出，具備支付、外幣兌換和交通卡功能的綜合型卡片。Wowpass的靈感源自香港的八达通卡。